# Konkoliko
Konkoliko est une localité située dans le département de Pompoï de la province des Balé dans la région de la Boucle du Mouhoun au Burkina Faso.

## Éducation et santé
Konkoliko  accueille un centre de santé et de promotion sociale (CSPS).
Le village possède une école primaire publique.